# 鳥取城之戰
鳥取城之戰是日本戰國時代時，天正9年6月（1581年）發生在因幡國鳥取城的戰事。是織田信長派遣羽柴秀吉進行的中國征伐其中一場戰事，因為秀吉採用斷糧戰術擊敗鳥取城的毛利軍而聲名大噪。

## 背景

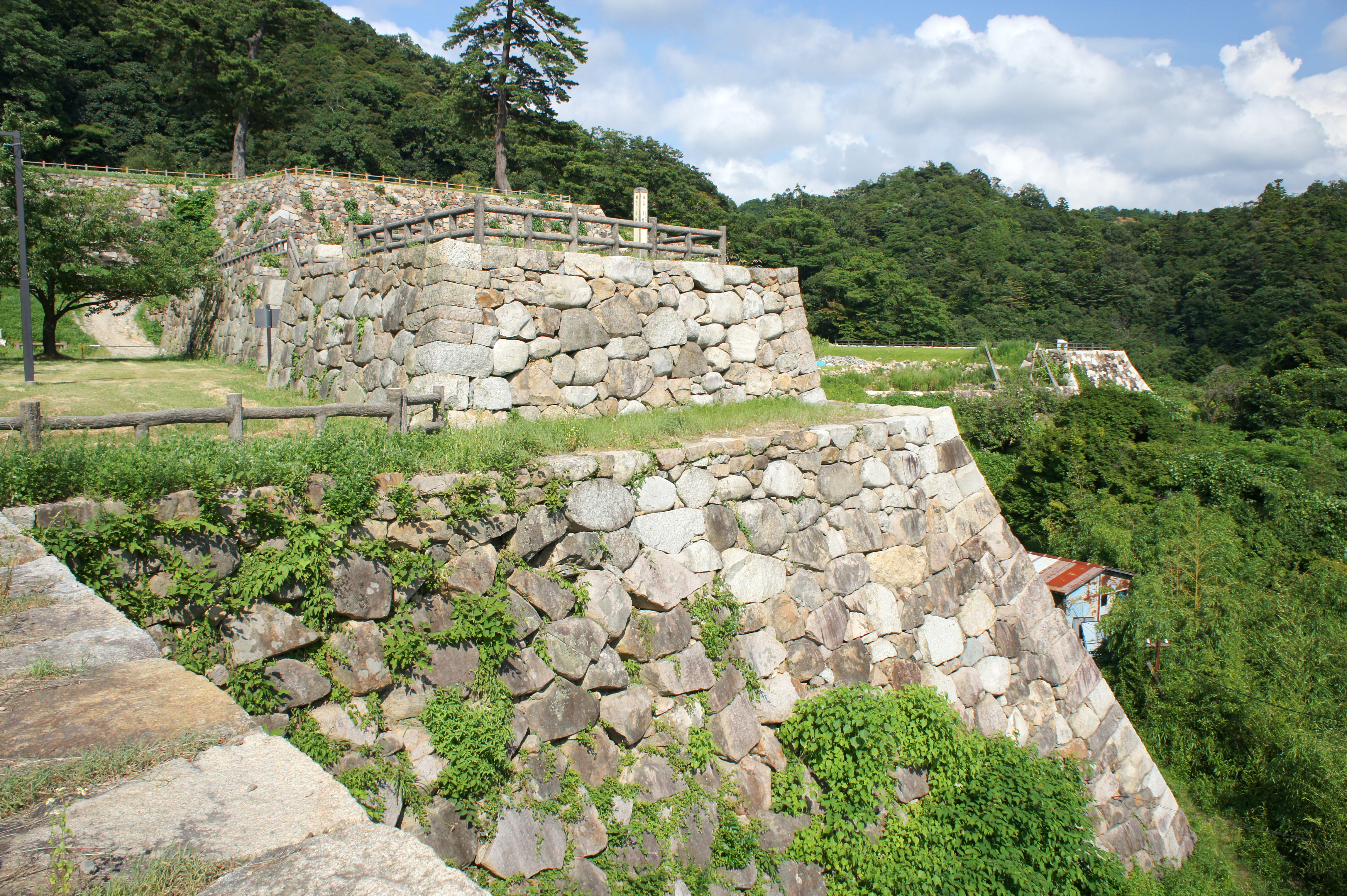
鳥取城殘存石垣

在織田信長跟毛利輝元正式翻臉交戰後，織田家臣羽柴秀吉奉命入主播磨國，主導與毛利家的戰事（中國征伐），當時山陰道因幡國大名山名豐國因從屬於毛利家而招致羽柴秀吉的攻打，秀吉在天正8年（1580年）出兵拿下毛利家集中山名家人質的鹿野城，隨後圍攻山名家的居城鳥取城，山名豐國在織田軍的包圍下不耐久戰，加上女兒落入羽柴秀吉手裡，因而選擇投降織田家。
但山名家臣中村春續、森下道譽卻不願投降，因此跟毛利家的吉川元春勾結，山名豐國與秀吉聯絡的使者又被毛利方的市場城主毛利豐元逮捕入城，山名豐國心驚下便逃離鳥取城投奔秀吉陣營，為此吉川元春另派出家臣牛尾春重前往鳥取城擔任城將，牛尾春重試圖攻擊屬於織田方的桐山城，結果在攻城時被箭矢射殺。羽柴秀吉也派出龜井茲矩進攻因幡宮古城，勸降城主田公高家。因此吉川元春也在天正9年(1581年)2月又派出吉川經家率800人入城鎮守，後又增派奈佐日本助、鹽屋周防守率500人協助，奈佐日本助另在鳥取城北方建構丸山城入駐，鹽屋周防守則入守雁金山城。
而羽柴秀吉在跟黑田孝高商討後，決定準備用斷糧戰進攻鳥取城，所以安排人手偽裝若狹商人用高價購買了鳥取城乃至因幡一國的兵糧。因此吉川經家入城意外發現鳥取城兵糧短缺，趕緊跟吉川元春索討大量兵糧，吉川元春派遣杉原盛重率領田中氏、豐島氏、白井氏、竹內氏運糧至鳥取城，而羽柴秀吉也在當年6月以胞弟羽柴秀長為先鋒正式出兵因幡國，在會合織田信長跟宇喜多直家派來的援軍後團團包圍鳥取城，兵力有20000、30000、60000（含信長援軍、宇喜多直家援軍）等說法。

## 經過
羽柴秀吉率軍包圍鳥取城，為了消耗城中的兵糧，在城外逼迫百姓逃入城中，並城池周圍興建鹿垣，阻斷鳥取城的道路，還在海上安排警固船封鎖港口，切斷通往但馬、丹後的聯繫，為此，吉川經家安排擅長游泳的士兵想沿水路向毛利家求援，但秀吉也在海路佈下羅網，逮捕了經家的軍使，吉川元春派遣新見氏、有地氏送糧時才發現鳥取城已被織田軍嚴密包圍，無法送達，城中士兵甚至被迫登山挖草充飢。
羽柴秀吉也命令宮部繼潤出兵攔阻鳥取城跟雁金山城、丸山城的聯繫，並在7月時派遣羽柴秀長、藤堂高虎拿下鳥取城外圍的雁金山城跟丸山城。德吉城主德吉將監受到秀吉軍攻擊，自知不敵，也放棄城池率軍進入鳥取城。圍城期間，鳥取城兵查知龜井茲矩所在的鹿野城兵陣營人數較少，曾出城攻擊但被龜井茲矩擊退。在7月13日時吉川經家又出城夜襲秀吉軍中黑田孝高的陣地，結果又被擊退。為了切斷伯耆、因幡之間的交通，羽柴秀吉也派遣宮部繼潤跟龜井茲矩攻打大崎城，城將樋土佐右衛門利用火绳枪防守，擊退秀吉軍。但圍城日久後，樋土佐右衛門無法支持，透過宮部繼潤向秀吉請降。
鄰近鳥取城的毛利方防已尾城主吉岡定勝也遭到秀吉軍的攻打，但吉岡定勝率300城兵鎮守，並曾數度出城野戰，秀吉第一次派遣龜井茲矩攻擊，遭到吉岡定勝擊退，第二次派遣龜井茲矩、藤堂高虎跟宮部繼潤出戰，結果又戰敗，吉岡軍甚至一度奪取了秀吉家臣多賀文藏的旗指物，為此多賀文藏誓言要攻取防已尾城，獲得秀吉讚賞賜下自己的馬印給多賀文藏，結果多賀文藏卻戰死在城下，連秀吉的馬印也被吉岡軍奪去，使羽柴秀吉大為憤怒，龜井茲矩改變戰術，不用強攻改以斷糧戰術，防已尾城在長期被圍後兵糧用盡，城主吉岡定勝只好開城告降，隻身逃往安藝投奔毛利家。
八月時，毛利方為救援鳥取城的消息傳出，織田信長為支持秀吉軍，也派遣池田恆興、細川藤孝父子、明智光秀大將跟高山右近、中川清秀前往因幡支援，並由細川家臣松井康之率水軍1500人調送軍糧至秀吉軍中，且9月時在千代川河口擊敗試圖送糧入鳥取城的毛利水軍將領奈佐日本助，並攻入伯耆國的泊浦，燒毀警固船65艘，討取毛利家臣鹿足元忠。織田信長為獎賞羽柴秀吉，也在８月14日以高山右近為使者送名馬三匹給羽柴秀吉。九月下旬，吉川元春、吉川元長父子跟末次元康率3500名毛利軍前往伯耆馬山。
羽柴秀吉遂以宮部繼潤為先鋒率領織田軍對峙，期間羽柴秀長曾和南條元續、小鴨元清聯手出兵跟吉川元長交戰，並未分出明顯勝敗，秀吉見吉川元春防備嚴謹，留下蜂須賀家政在馬山防備，並送糧進入南條家的羽衣石城、岩倉城，告誡南條元續不可出城跟吉川軍野戰後，便回師包圍鳥取城，吉川元春也持續召集兵員，直到10月25日才聚集到6000兵力前往因幡，但中途就獲知鳥取城失陷的消息，因此毛利軍卻沒法順利擊敗羽柴秀吉替鳥取城解圍，最後無奈撤軍，吉川元春轉往進攻伯耆國的南條元續，加上天氣漸冷，吉川元春便收兵返回安藝。
鳥取城在織田軍的包圍下，勉力支撐到10月25日時無法再維持，城中餓死者眾，甚至出現人吃人的慘況，在羽柴秀吉派遣堀尾吉晴跟一柳直末入城勸降後，吉川經家無奈選擇開城投降織田軍，三名城將吉川經家、森下道譽、中村春續、奈佐日本助切腹自盡換取城兵性命，羽柴秀吉也派遣堀尾吉晴擔任檢使，在三將死後向城中送入稀粥。

## 戰後
鳥取城被織田軍拿下後，交給織田家臣宮部繼潤擔任城代，負責統領因幡，領有邑美、法美、高草、八上四郡四萬五千石跟但馬國二方郡五千石，合計為五萬石的領地。
另外，荒木重堅在知頭八東兩郡領有兩萬石，入駐若櫻鬼城，磯部兵部大輔豐直在知頭郡領三千石，歸屬荒木重堅旗下，鎮守景石城。龜井茲矩領氣多郡一萬三千石，鎮守鹿野城，垣屋光成在巨濃郡領一萬石，入駐井山城。